# Thiemo I van Wettin
Thiemo I van Wettin (voor 1034 - 1091/1118) was graaf van Wettin en Brehna, en voogd van de dom van Naumburg en van het familieklooster van Gerbstedt. Hij was de eerste van zijn huis, die zichzelf naar de burcht Wettin noemde.

## Leven
Thiemo was de zoon van markgraaf Diederik II van Wettin, en van Mathilde van Meißen, zelf dochter van markgraaf Ekhard I van Meißen en Swanhilde Billung van Saksen, op haar beurt dochter van hertog Herman Billung van Saksen.
Thiemo koos de kant van de Saksische tegenstanders van keizer Hendrik IV. Hij kwam in conflict met het bisdom Münster over de voogdijrechten van Gerbstedt en over het niet doorgaan van benoemingen van zijn broer Frederik en zijn neef Gunther. Zij werden uiteindelijk wel bisschop van resp. Münster en Naumburg. In 1088 was hij samen met familieleden aanwezig op de rijksdag in Quedlinburg, waar Egbert II het markgraafschap van Meißen werd ontnomen. Rond deze tijd zocht Thiemo weer toenadering tot Hendrik. Samen met zijn zoon Dedo IV van Wettin en zijn neef Hendrik I van Eilenburg, nam hij in 1101 deel aan de feestelijke invoering van de Hirsauer Observanz (verzameling regels voor hervorming en grotere onafhankelijkheid van kloosters, de macht van de voogden werd in de praktijk echter niet ingeperkt) in het klooster Lippoldsberg. Zijn laatste rustplaats vond Thiemo in het klooster Niemegk.

## Huwelijk en kinderen
Thiemo was gehuwd met Ida (geb. ca. 1070), de dochter van Otto I van Northeim, toentertijd hertog van Beieren en ook een belangrijke tegenstander van keizer Hendrik IV. Thiemo en Ida kregen de volgende kinderen:
- Dedo IV van Wettin;
- Koenraad de Grote;
- Mathilde, (ovl. 22 januari 1155, begraven in het klooster Petersberg bij Halle (Saale), gesticht door Dedo IV) gehuwd met graaf Gero van Seeburg, o.a. ouders van aartsbisschop Wichmann van Maagdenburg, en daarna met graaf Lodewijk van Wippra.

## Vragen en Opmerkingen
De lang vermeende identificatie van Thiemo van Wettin met de onder de stichtersfiguren van de Naumburger dom vermelde Timo van Kistritz wordt in het recente onderzoek als onwaarschijnlijk beschouwd.
Thiemo is een rechtstreekse voorouder van koning Albert II van België.
Thiemo moet minstens dertig jaar ouder zijn geweest dan Ida, en minstens zestig jaar oud zijn geweest toen zijn kinderen werden geboren. Op grond daarvan is een theorie geformuleerd dat er een Thiemo I en Thiemo II zijn geweest. Thiemo I was dan de vader van Thiemo II, die dan zou zijn getrouwd met Ida en vader zou zijn van de kinderen. Tegen deze theorie spreekt dat Thiemo een vooraanstaand edelman was en dat als er een vader en zoon zouden zijn geweest, die in eigentijdse bronnen zouden moeten zijn gedocumenteerd - en dat is niet het geval.

## Voorouders
| Overgootouders                  | Diederik I van Wettin (925-976) ∞ Imma (-)                     | Diederik I van Wettin (925-976) ∞ Imma (-)                     | Diederik van Haldensleben (930-985) ∞ van Walbeck (-)          | Diederik van Haldensleben (930-985) ∞ van Walbeck (-)          | Gunther van Meißen (920-982) ∞ Dubrawka van Bohemen (931-977)         | Gunther van Meißen (920-982) ∞ Dubrawka van Bohemen (931-977)         | Herman Billung (900-973) ∞ ? (-)                                      | Herman Billung (900-973) ∞ ? (-)                                      |
| Grootouders                     | Dedo I van Wettin (960-1009) ∞ Thietberga van Haldensleben (-) | Dedo I van Wettin (960-1009) ∞ Thietberga van Haldensleben (-) | Dedo I van Wettin (960-1009) ∞ Thietberga van Haldensleben (-) | Dedo I van Wettin (960-1009) ∞ Thietberga van Haldensleben (-) | Ekhard I van Meißen (950-1002) ∞ Swanhilde Billung van Saksen (-1014) | Ekhard I van Meißen (950-1002) ∞ Swanhilde Billung van Saksen (-1014) | Ekhard I van Meißen (950-1002) ∞ Swanhilde Billung van Saksen (-1014) | Ekhard I van Meißen (950-1002) ∞ Swanhilde Billung van Saksen (-1014) |
| Ouders                          | Diederik II van Wettin (993-1034) ∞ Mathilde van Meissen (-)   | Diederik II van Wettin (993-1034) ∞ Mathilde van Meissen (-)   | Diederik II van Wettin (993-1034) ∞ Mathilde van Meissen (-)   | Diederik II van Wettin (993-1034) ∞ Mathilde van Meissen (-)   | Diederik II van Wettin (993-1034) ∞ Mathilde van Meissen (-)          | Diederik II van Wettin (993-1034) ∞ Mathilde van Meissen (-)          | Diederik II van Wettin (993-1034) ∞ Mathilde van Meissen (-)          | Diederik II van Wettin (993-1034) ∞ Mathilde van Meissen (-)          |
| Thiemo I van Wettin (1034-1118) |                                                                |                                                                |                                                                |                                                                |                                                                       |                                                                       |                                                                       |                                                                       |

## Voetnoot
1. ↑  Hij stierf volgens de Naumburger Annalen op 9 maart 1091, maar volgens andere bronnen pas in het jaar 1118. S. Pätzold (Die frühen Wettiner. Adelsfamilie und Hausüberlieferung bis 1221, Keulen - Weimar - Wenen, 1997.) geeft zijn dood aan als na ca. 1101.